# Photoscotosia miniosata
Photoscotosia miniosata är en fjärilsart som beskrevs av Walker 1862. Photoscotosia miniosata ingår i släktet Photoscotosia och familjen mätare. Inga underarter finns listade i Catalogue of Life.